# Municipio de Jalcomulco
El municipio de Jalcomulco es uno de los 212 municipios del estado de Veracruz, México. Su cabecera es la localidad de Jalcomulco. Se encuentra ubicado en la zona central del estado, en la región llamada Capital. 

## Toponimia
Su nombre viene del náhuatl Xalkomolko: xalli, arena; komol, olla, agujero, depresión; ko; en: "en el rincón de la arena".

## Geografía física
Se localiza a 29 km, (18 millas), de Xalapa, la capital del estado y a 359 km, (223 millas) de la Ciudad de México. Cuenta con una altitud de 340 m s. n. m.
Este municipio fue fundado en 1825, lo conforman tres localidades en las cuales habitan 4 940 personas, según el Censo de Población y Vivienda 2010 del INEGI.
La cabecera municipal, del mismo nombre, se asienta en la margen izquierda del río de los Pescados, o río de La Antigua mismo que atraviesa al municipio en dirección oeste a este.
Sus comunidades más importantes, de acuerdo a su número de habitantes son: Jalcomulco con 2 955, Santa María Tatetla con 1 777 y Tacotalpan con 167.
Sus límites geográficos son:
- Norte: Coatepec y  Emiliano Zapata.

- Sur: Tlaltetela.

- Este: Apazapan.

- Oeste: Tlaltetela y Coatepec.

## Clima
Jalcomulco tiene un clima principalmente cálido con abundantes lluvias en verano y algunas a principios de otoño.
Su precipitación media anual es de 1.125 mm.
La temperatura media promedio es de 24 °C  (75°F).

## Economía
Su principal producción agrícola consiste en maíz, café, caña de azúcar y mango.
Con una superficie cultivada de 2,448 hectáreas. Con un valor de producción estimado en MXN$16,731,000.00
Existe también producción de ganado vacuno, ovino, porcino, aves de corral, Etc. Con un valor de producción en pie estimado de MXN$18,900,000.00 
Desde principios de los años 90 el ecoturismo ha sido parte muy importante en la economía de la región con más de una docena de hoteles y operadores de turismo de aventura. 
También su cocina regional es muy apreciada, en la que predominan los pescados y mariscos, especializándose en langostinos.
Todavía es posible encontrar personas dedicadas a la manufactura de artesanías con materiales de la zona, tales como: alfarería de barro blanco en Santa María Tatetla, abanicos y petates de palma en Tacotalpa y chiquihuites elaborados con otate en Jalcomulco.

## Principales fiestas
El municipio de Jalcomulco cuenta con una variedad de fiestas a lo largo del año.
En febrero, celebran el Carnaval Tradicional de Disfrazados, el cual dura 8 días, donde hombres, mujeres y niños se disfrazan con trajes típicos y salen a bailar por las calles.
Durante la Semana Santa, Jalcomulco recibe un buen número de visitantes, aproximadamente 2 000 personas diarias, quienes disfrutan de las actividades de ecoturismo y de la gastronomía que ofrece la zona restaurantera, ubicada a un costado del río.
Del 6 al 10 de mayo, el pueblo celebra la aparición de la Virgen de Guadalupe. Durante las fiestas, se desarrollan festividades religiosas y culturales, bailes y quemas de fuegos pirotécnicos.
La fiesta principal se celebra en el mes de junio, del 23 al 25 donde en honor a San Juan Bautista, santo patrono del pueblo.[cita requerida]

## Deportes y actividades
Uno de los mejores ríos para la práctica del descenso de ríos o rafting en México es el río La Antigua, el cual fluye a través de Jalcomulco desembocando en el golfo de México. En los rápidos se pueden encontrar varios niveles de dificultad para los expertos de este deporte extremo. En la parte alta de la vertiente se encuentra la barranca Grande y el río Miguelito, ambos de gran peligrosidad que posteriormente se unen a la altura del Puente Pescados.
Otras actividades que pueden ser practicadas en la zona son el rápel, escalada en roca, senderismo, cañonismo, tirolesa, ciclismo de montaña, fotografía, temazcal, etcétera.
Para los amantes del senderismo, existe el cerro Acuamali en medio de la montaña que solo se puede acceder caminando, se encuentra a unos 10 km (6.2 millas) de distancia de Jalcomulco.
En Jalcomulco hay espacios para acampar con árboles frutales y plantas medicinales.

## Trivia cine
Dos tercios de las escenas de la película Romancing the Stone (1984), de Michael Douglas, Kathleen Turner y Danny DeVito se filmaron en el río La Antigua.
También fue filmada la película de nombre Marsupilami de origen francés. Es una película para niños.